# 1719 у літературі

## Твори
- «Робінзон Крузо» — роман Данієля Дефо.

### Есе
- «Раціональні думки про Бога, світ і душу людини» (нім. Vernünftige Gedanken von Gott, der Welt, und der Seele des Menschen) — праця німецького філософа Христіана Вольфа.

## Народились
- 17 січня — Йоганн Еліас Шлегель, німецький письменник, поет, драматург, літературний критик.
- 17 жовтня — Жак Казот, французький письменник.

## Померли
- 17 червня — Джозеф Еддісон, англійський письменник-есеїст, публіцист, драматург та політичний діяч партії вігів.